# Hyponerita rosaceata
Hyponerita rosaceata là một loài bướm đêm thuộc phân họ Arctiinae, họ Erebidae.